# Apunten... ¡fuego!!
Apunten... ¡fuego!! es el cuarto álbum del grupo uruguayo de art-rock La Tabaré Riverock Banda, lanzado en 1994 a través del sello Ayuí/Tacuabé, en formato CD y casete.

## Grabación
En 1994 el ambiente roquero uruguayo ya se venía rearmando lentamente y luego de la salida del disco anterior de la banda, eran convocados a tocar casi todos los fines de semana en boliches, clubes y festivales, tanto en Montevideo como también así en el interior del país y volvieron tres o cuatro veces a tocar  en Buenos Aires.
Mientras tanto hubo varios cambios importantes en la integración ya que Rudy Mentario, había emigrado a Brasil y en su lugar ingresó Gabriel Brikman, con quien grabaron   Sabotaje [ – Video-Home, Dir: Andrés Echevarría (Ayuí / Tacuabé, 1993. En formato VHS).
Alejandra Wolff había quedado desde hacía un año y medio como contante estable de la banda.
A la salida de Brikman, ingresó Luis Machado a ocuparse de la guitarra.
También Ricardo "Dipa" Dipaolo, que había ingresado unos meses antes cargando los equipos y cuidando el escenario, ahora pasaba a ocuparse del sonido en vivo (actividad que en la actualidad sigue realizando).
La grabación de Apunten...¡fuego! se realizóen el estudio de Riki Musso (exintegrante de la Tabaré), fue casi una celebración del buen momento que estaban atravesando y se grabó y mezcló rápidamente.
Si bien el formato de las canciones que había compuesto Rivero para este disco era sencillo en cuanto a la armonía, fue convirtiéndose en los días de grabación en un álbum bastante experimental ya que traía pensado algún tema para ser cantado entre largos silencios, otros enganchadas entre sí, algunos con extensos textos y con ausencia total de estribillos y otras con una duración muy superior a los 3 ó 4 minutos clásicos de una canción de rock.
También con el ánimo de confundir al oyente, incluyó entre algún pasaje folklórico y tanguero, un intento de acercamiento al rap, un bolero y hasta una bossa nova, sumándole a todo esto, una mezcla de sonidos intercalados antes, después y entre medio de las canciones con grabaciones en reversa, o de radios, o del ambiente de calle montevideano.
La irónica "Bossa beleza", está tocada y cantada en portugués por Rudy Mentario,  aprovechando una de las últimas visitas que este hizo al país, justo mientras estaban en el estudio.
Hay un textículo recitado, que aparece con el nombre "Miscelánea V", ya que supone una continuación de los cuatro anteriores, que aparecen en el disco "Rocanrol del arrabal".
La introducción de "No es fácil", fue registrada por Rivero con un grabador manual, en 18 de julio, esquina Minas, con música interpretada por el músico bandoneonista callejero y no vidente, Sr. Pablo Ancheta, a quién le pidió su autorización para hacerlo.
Para completar toda esta rareza musical, el álbum termina con una versión en español del tema con que The Beatles, finalizan Abey Road, "El fin".
Uno de los invitados a participar en el disco aportando su voz, fue Raúl González (diez años antes de que se le conociera como cantante de Guatusi).
En una reunión de grupo posterior a la edición y mientras escuchaban el disco, uno de los músicos de la banda le preguntó seriamente a Rivero: "¿Vos hacés esto para que la gente deje de escucharnos, verdad?..."
En el librillo del CD podía leerse: "En The General" (1926), Buster Keaton ganó una batalla tras el puente del River Rock. A pesar de eso, esta banda se denomina Riverock y no River Rock, por no tener nada que ver con ningún río y menos con el de ese film".

## Presentación
El disco fue presentado antes de su salida, en el pub Ecology, el 16 de setiembre y oficialmente el 9 de diciembre en Amarillo Pub. De las filmaciones de ambos toques, luego se editó el video mediometraje Al chiquero, apunten..., ¡fuego! – 1994.
Cinco años después de su edición, el sello Ayuí/Tacuabé, les hace entrega, de manos de Mauricio Ubal el Disco de Oro, en julio de 1999 . Clara señal de que los discos de la banda se siguen vendiendo en el correr del tiempo, sin importar al público si están o no "de moda". Al respecto de eso podemos agregar un comentario de Rivero: ...se puede apreciar que en varias wikipedias de muy buenos solistas o bandas internacionales de rock, blues y todos los subgéneros, que quienes las escriben hacen especial énfasis en los premios ganados. Por ejemplo: "...la revista Billboard los puso en tal o cual puesto en el ranking...", "...la revista Q nombró a Los Fulanitos como una de las 100 bandas que tienes que escuchar antes de morir", o "...Los Menganitos o el solista Sultanito alcanzó el Top 20 en el Reino Unido y en Estados Unidos el nº 15...", etc. Como si componer canciones fuera una carrera de caballos..... Quizá por ello La Tabaré siempre consideró un grave error relegar la creatividad artística a la mayor cantidad de ventas o a la opinión "especializada" de aquellos que solo promueven la competitividad (music business), en vez de comentar, apoyar y realizar un análisis de la creatividad e intencionalidad de los artistas.

## Lista de canciones
Todos  los temas pertenecen en letra y música a Tabaré J. Rivero, excepto los indicados.
| N.º | Título                                                                                        | Duración |  |
| 1.  | «Contracrisis: Sociedad Alternativa» (con una cita a "Sociedade alternativa", de Raul Seixas) | 3:38     |  |
| 2.  | «El embolero»                                                                                 | 3:46     |  |
| 3.  | «Rock de los idiotas»                                                                         | 3:08     |  |
| 4.  | «Under zamba»                                                                                 | 1:02     |  |
| 5.  | «Arrorrock»                                                                                   | 0:54     |  |
| 6.  | «Muerto + caro» (Pablo Reyes – Luis Machado)                                                  | 3:44     |  |
| 7.  | «Bossa beleza» (Letra: Rudy Mentario - Tabaré J. Rivero / Música: Rudy Mentario)              | 2:08     |  |
| 8.  | «Dracmas»                                                                                     | 3:50     |  |
| 9.  | «Be-bop»                                                                                      | 1:03     |  |
| 10. | «Miscelánea V»                                                                                | 0:09     |  |
| 11. | «¡Urgente urgente!»                                                                           | 3:31     |  |
| 12. | «Insomnio»                                                                                    | 2:22     |  |
| 13. | «Guerra a la guerra»                                                                          | 2:11     |  |
| 14. | «No es fácil»                                                                                 | 2:51     |  |
| 15. | «Los RAPiñeros»                                                                               | 1:15     |  |
| 16. | «El paso fatal»                                                                               | 1:02     |  |
| 17. | «Retro cantata onírica Nº 115»                                                                | 5:55     |  |
| 18. | «MonTELEvideo show»                                                                           | 1:07     |  |
| 19. | «Epitafio (Concédeme el olvido)» (Leo Antúnez - Jorge Barral)                                 | 0:31     |  |
| 20. | «Apuntes sobre los últimos días del siglo XX»                                                 | 8:49     |  |
| 21. | «El fin» (John Lennon – Paul McCartney)                                                       | 0:36     |  |

## Músicos
- Tabaré J. Rivero: voz y guitarra acústica
- Alejandra Wolff  : voz y yerbomatófono
- Pablo Reyes: bajo, teclados, guitarra y coros
- Luis Machado: guitarra eléctrica y coros
- Andrés Burghi: batería, percusión y coros

## Músicos Invitados
- Toto D'Amario: bandoneón en "El embolero" y en "Apuntes sobre los últimos días el siglo XX"
- Rudy Mentario: guitarra y voz en "Bossa beleza" y guitarra en "Urgente urgente"
- Raúl González y Maximiliano Angelieri: voz, en "Los RAPiñeros"

## Ficha técnica
- Técnico de grabación : Riki Musso
- Mezcla Riki Musso y La Tabaré
- Arreglos: Pablo Reyes y La Tabaré
- Arte de tapa, contratapa e ilustraciones: Oscar Larroca
- Diseño gráfico: Sofía Battegazzore

- Si bien en el librillo del CD aparece: "Producción artística: Tabaré Rivero", él niega haber realizado esa labor.

- Datos: Q90581860